# Hulutao
Hulutao (egyszerűsített kínai írással: 葫芦岛, pinjin: Húludǎo) prefektúra szintű város Kínában, Liaoning tartományban. Lakosainak száma 2 434 194 fő (2020).

## Népesség
| 2010 | 2 623 541 |
| 2020 | 2 434 194 |

## Testvérvárosok
- Las Vegas
- Csicsihar